# Claude Adrien Helvétius
Claude Adrien Helvétius, Helwecjusz (ur. 26 lutego 1715 w Paryżu, zm. 26 października 1771 tamże) – francuski filozof i literat, jeden z twórców Wielkiej Encyklopedii Francuskiej.

## Życiorys
Pochodził z naturalizowanej we Francji rodziny lekarzy noszących nazwisko Schweitzer (zlatynizowana forma Schweitzer to właśnie Helvétius). Jego dziad, Johann Friedrich Schweitzer (1630–1709) rozpowszechnił stosowanie ipekakuany jako środka odkrztuśnego, ojciec zaś był lekarzem Marii Leszczyńskiej, przyszłej królowej Francji. 
W młodości przysposabiał się do zawodu finansisty, w wolnych chwilach parając się poezją. W wieku 23 lat, za protekcją królowej, uzyskał urząd generalnego dzierżawcy dóbr królewskich, przynoszący znaczne dochody. Mieszkał w Château de Voré (Collines des Perches, Loir-et-Cher) oraz w Paryżu w domu przy rue Sainte-Anne. 

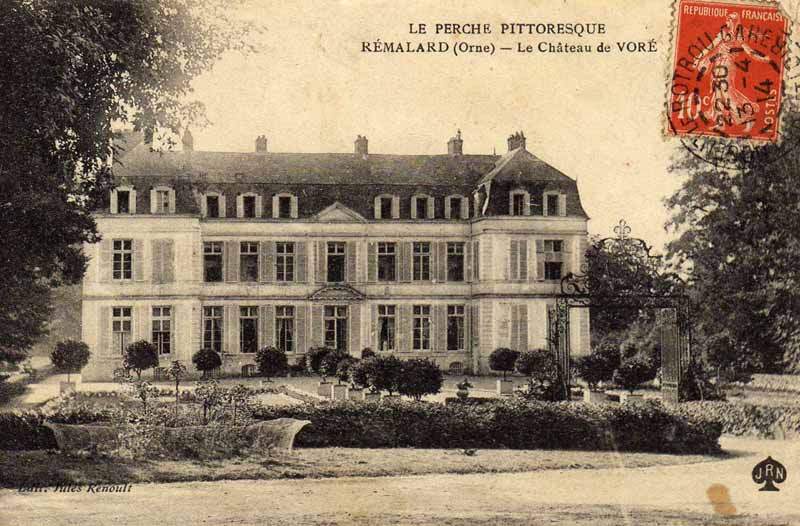
Château de Voré (Collines des Perches, Loir-et-Cher)

Został pochowany w kościele Saint Roch w Paryżu.

## Poglądy
Skłaniał się ku poglądom materialistycznym i sensualizmowi, jedynym zaś motorem ludzkich działań miał być jego zdaniem egoizm, czyli interes własny jednostki. Natura człowieka jest hedonistyczna.
Helwecjusz powtarzał za Lockiem, że umysł nie ma żadnych idei wrodzonych, a całe poznanie pochodzi wyłącznie z doświadczenia i poprzez zmysły, szczególną zaś rolę przypisywał wychowaniu.
Podstawy swojej filozofii wyłożył w opublikowanej w roku 1758 książce O umyśle (De l'esprit). W kręgach libertyńskich i oświeceniowych została ona przyjęta z uznaniem, spotkała się natomiast z ostrym sprzeciwem ze strony Kościoła katolickiego i dworu. Helvétius był egalitarystą, wierzącym, ze każdy ma te same biologiczne zdolności do uczenia się, kosmopolitą i utylitarystą. Helvétius zwalczał monteskiuszowską tezę o związku między klimatem a charakterem narodowym. Helvétius nie wierzył w absolutne dobro, lecz w dobro warunkowane kulturowo i uważał, podobnie jak Hobbes, że człowiek jest z natury egoistą, i jeśli np. dokonuje ofiary z siebie, to tylko dlatego, że wykalkulował, iż radość niebiańska mu to wynagrodzi z nawiązką.
Powszechnie krytykowany, z czasem przeprosił za niektóre ze spostrzeżeń. Jego książka została publicznie spalona, co wzbudziło pewne zainteresowanie. W 1764 roku odwiedził Anglię, a rok później Prusy (na osobiste zaproszenie Fryderyka II). Po powrocie żył spokojnie w swych dobrach.
Myśl Helwecjusza wywarła wpływ na takich myślicieli jak: Cesare Beccaria, John Stuart Mill, Jeremy Bentham i Karol Marks. Z jego poglądami polemizowali m.in. Johann Georg Hamann i Isaiah Berlin.